# Cocculina emsoni
Cocculina emsoni is een slakkensoort uit de familie van de Cocculinidae. De wetenschappelijke naam van de soort is voor het eerst geldig gepubliceerd in 1995 door McLean & Harasewych.